# Joseph Liebherr

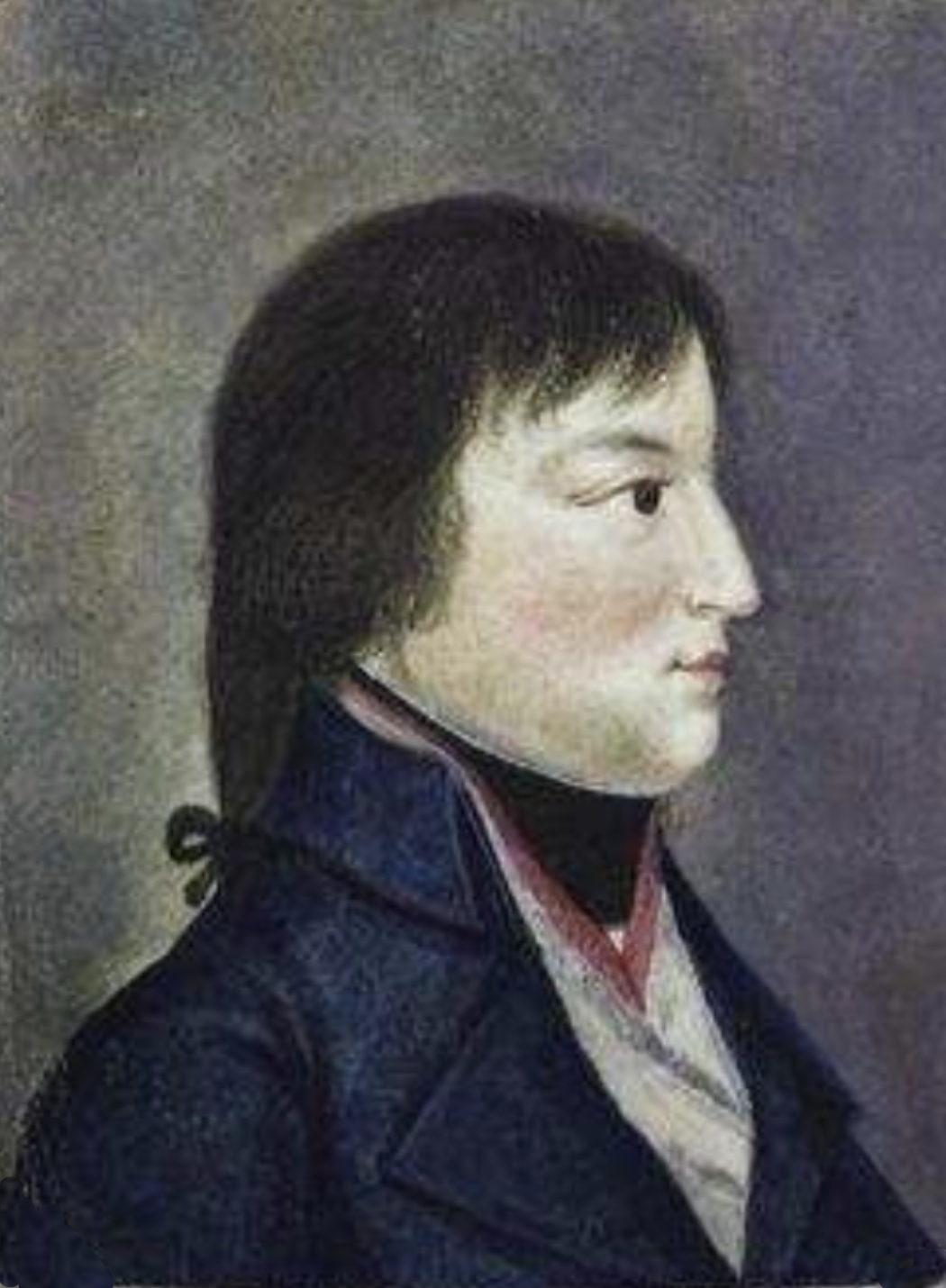
Joseph Liebherr, 1803

Joseph Liebherr (* 30. Dezember 1767 in Immenstadt; † 8. Oktober 1840 in München) war Uhrmacher, Erfinder und Ingenieur.

## Leben
Uhrmacherausbildung und feinmechanische Aufträge bis 1800
Joseph Liebherr wurde als erster Sohn des Immenstädter Uhrmachers Franz Xaver Liebherr (* 20. Januar 1725 in Konstanzer (Thalkirchdorf), † 23. September 1802 in Immenstadt) in Immenstadt geboren. Wie seine beiden nachgeborenen Brüder Benedikt Alois Liebherr (* 17. Januar 1774; † 12. April 1853) und Franz Xaver Liebherr II. (* 9. Juli 1775; † 7. Juni 1814) erhielt er eine Ausbildung beim Vater, der Turmuhrmacher und Mechaniker war.
Mathematisch-physikalische Unternehmen 1801–1816
Er ging nach dem Tod seiner ersten Ehefrau Maria Theresia 1801 nach München. Dort traf Liebherr auf Georg Friedrich von Reichenbach, mit dem er 1802 eine feinmechanische Werkstätte gründete (ab 1804 Mathematisch-Physikalisches Institut Reichenbach, Utzschneider und Liebherr). 1812 schied Liebherr aus dem Unternehmen aus und gründete eine eigene Werkstatt, in der er 1815 auch eigene Pendeluhren anbot. Sein Schwerpunkt war jedoch der Bau mathematischer Instrumente. 1816 war das Gründungsjahr der mechanischen Werkstätte Utzschneider, Liebherr et Werner, deren Mitarbeiter waren unter anderem Joseph von Fraunhofer und von Reichenbach.
Polytechnischer Verein 1817
1817 trat Liebherr dem Polytechnischen Verein bei. Nach dem Erlöschen der Firma zog Liebherr 1823 nach Kempten, kehrte jedoch 1827 wiederum nach München zurück, um dort Lehrer für Mechanik zu werden. An der Polytechnischen Schule, an der er als Professor arbeitete, verbesserte er Instrumente, stellte Modelle her und konstruierte astronomische Uhren.
Der Polytechnische Verein berief Liebherr in den Verwaltungsausschuss und 1834 in das Komitee für die Industrieausstellung.
Joseph Liebherr starb 1840 im Alter von 72 Jahren in München.

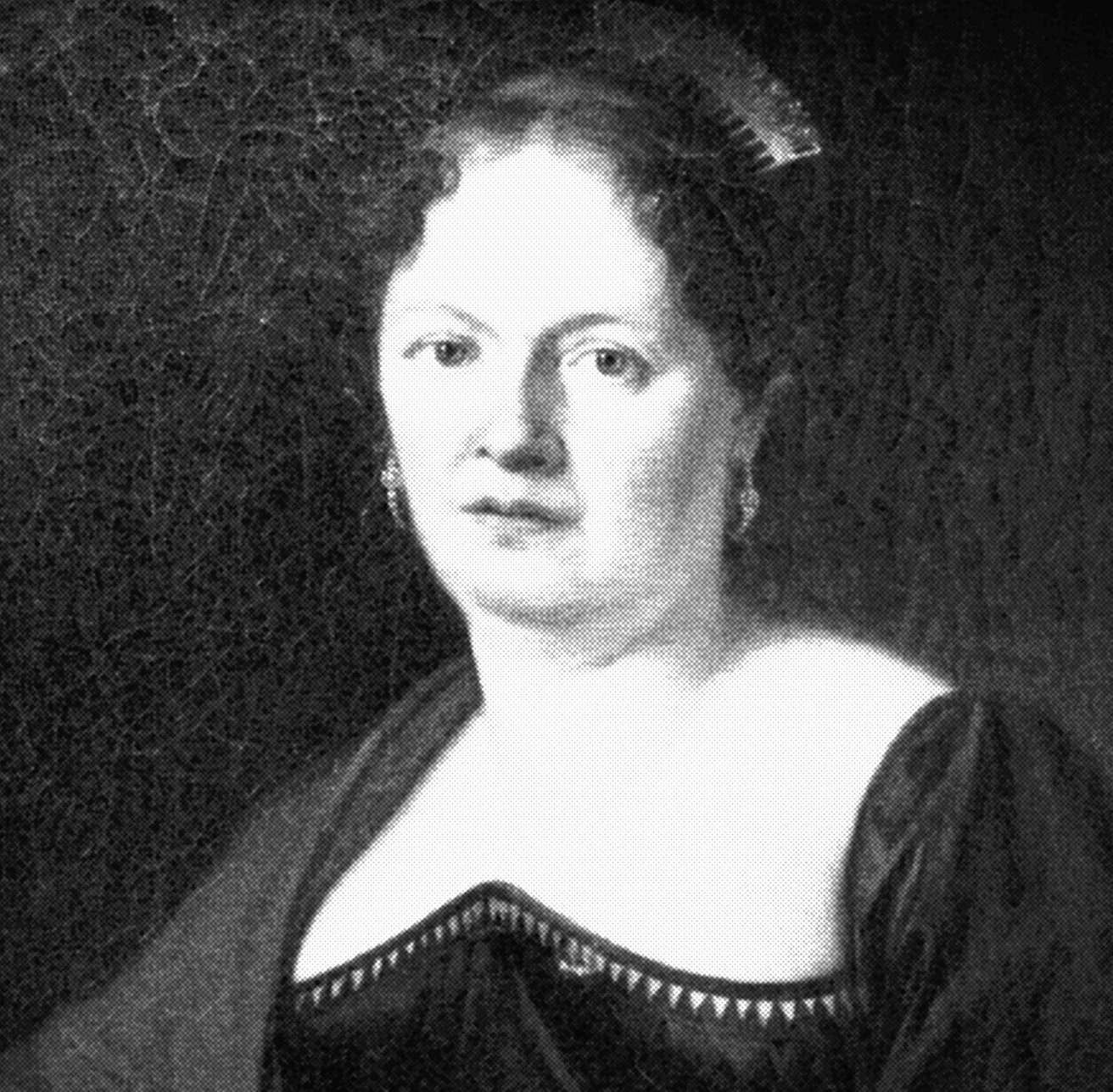
Liebherrs zweite Frau Clara Liebherr, Zeichnung nach Porträt von Joseph Hauber, 1815

## Familie
Joseph Liebherr heiratete 1793 Maria Theresia, geborene Fischer (* 28. Mai 1763; † 21. August 1800) aus Friedberg, die aber leider schon 1800 verstarb. Mit ihr hatte er 3 Töchter, von denen Josepha Liebherr (1796–1821) den Optiker und Instrumentenbauer Georg Merz heiratete. Dieser hatte von Utzschneider die Leitung der Optischen Werkstätten zusammen mit Franz Joseph Mahler übertragen bekommen. Da Mahler eine Tochter von Liebherr mit dessen zweiter Frau Maria Klara, geborene Seywald (1781 – 1828) heiratete, waren zwei seiner Schwiegersöhne in Liebherrs Nachfolge als Optiker und Instrumentenbauer in der von ihm mitgegründeten Firma. Nach dem Tod von Georg Merz übernahm sein Sohn Sigmund Merz (1824–1908) die alleinige Führung der Firma, die er zuvor zusammen mit seinem Halbbruder Ludwig Merz gemeinsam geführt hatte.

## Grabstätte

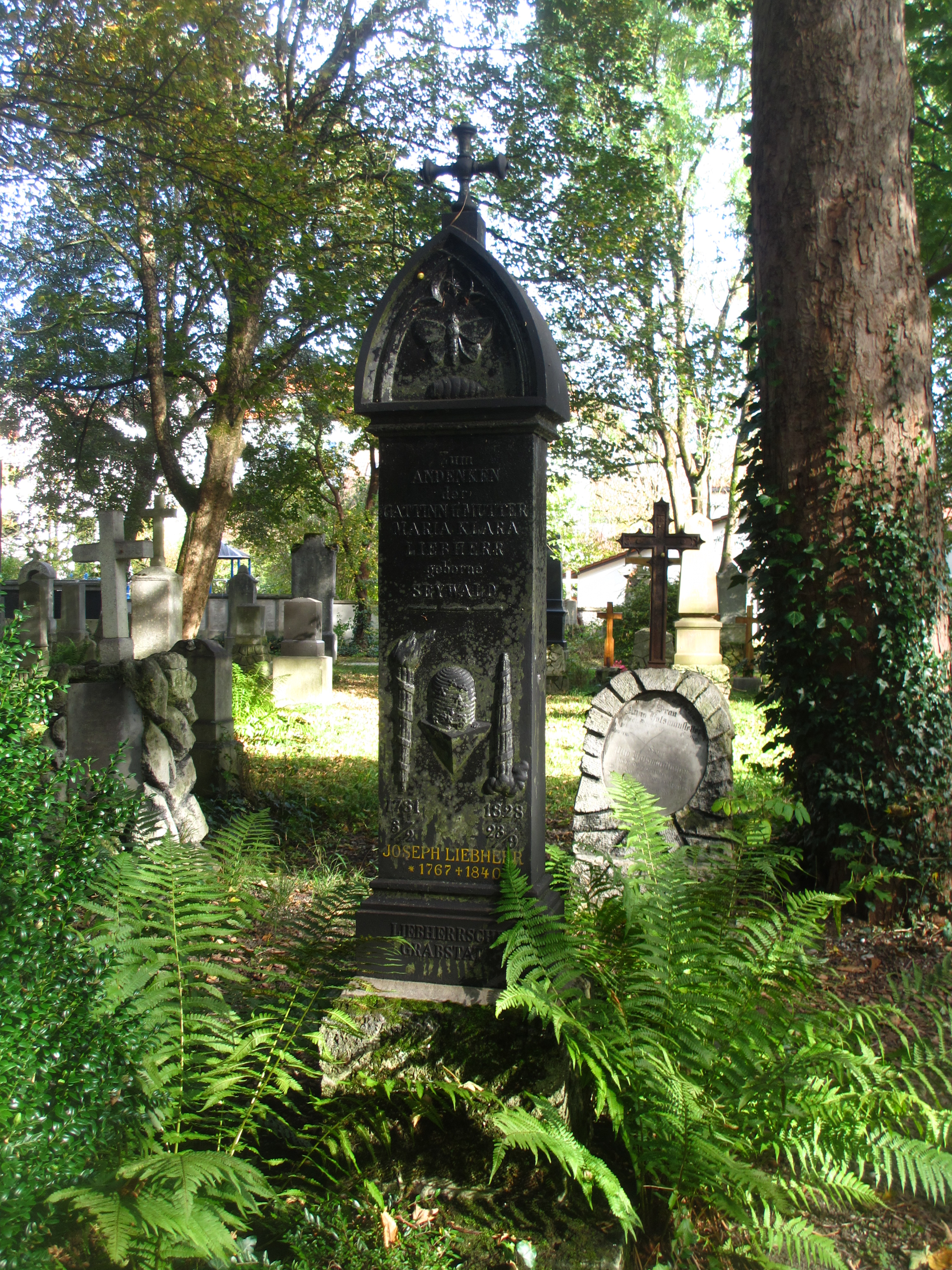
Grab von Joseph Liebherr auf dem Alten Südlichen Friedhof in München

Die Grabstätte von Joseph Liebherr befindet sich auf dem Alten Südlichen Friedhof in München (Gräberfeld 11 – Reihe 12 – Platz 53) Standort. In dem Grab liegt auch Liebherrs zweite Ehefrau Maria Klara.

## Werke

### Uhrmacher
Über den Verbleib der Werke Joseph Liebherrs ist wenig bekannt.
- Zwei Uhren mit der Aufschrift Utzschneider und Liebherr sind in Helsinki vorhanden, sie sind 1823 für die Sternwarte in Finnland verkauft worden.
- Eine Halbsekundenpendeluhr, hergestellt um 1822, hängt im Deutschen Museum in München. Diese Uhr ist ausgestattet mit Temperaturkompensation an der Pendelaufhängung.
- Eine Tischuhr von Liebherr befindet sich im Württembergischen Landesmuseum in Stuttgart.

### Maschinenbauer
Von Liebherr gibt es die Konstruktion einer Münzjustiermaschine, einer Kniehebelpresse zur Gewinnung von Öl- und Zuckerrübensaft und einen Orgelautomaten (1820).

## Auszeichnungen
- Ehrung mit einer goldenen Medaille des Polytechnischen Verein für eine Buchdruckerpresse.
- Professur an der Polytechnischen Centralschule
- Namensgebung der Liebherrstraße in Immenstadt und der Liebherrstraße in München.

## Namensgeber für Straße
Nach Joseph Liebherr wurde 1899 in München im Stadtteil Lehel (Stadtbezirk 1 – Altstadt-Lehel) die Liebherrstraße 
⊙
benannt. Auch in Liebherrs Geburtsstadt Immenstadt gibt es eine Liebherrstraße ⊙.